# Țiriac Foundation Trophy 2024
Il Țiriac Foundation Trophy 2024 è stato un torneo di tennis femminile giocato sui campi in terra rossa all'aperto. È stata la 3ª edizione del torneo, facente parte del WTA Challenger Tour 2024. Il torneo si è giocato al National Tennis Centre di Bucarest in Romania dal 9 al 15 settembre 2024.

## Partecipanti al singolare

### Teste di serie
| Nazionalità | Giocatrice         | Ranking* | Testa di serie |
| ----------- | ------------------ | -------- | -------------- |
| Argentina   | María Carlé        | 83       | 1              |
| Germania    | Tamara Korpatsch   | 111      | 2              |
| Romania     | Irina-Camelia Begu | 130      | 3              |
| Lettonia    | Darja Semeņistaja  | 134      | 4              |
| Romania     | Anca Todoni        | 136      | 5              |
| Francia     | Séléna Janicijevic | 159      | 6              |
|             | Ekaterina Makarova | 163      | 7              |
| Polonia     | Katarzyna Kawa     | 181      | 8              |
| Romania     | Miriam Bulgaru     | 183      | 9              |

* Ranking al 26 agosto 2024.

### Altre partecipanti
Le seguenti giocatrici hanno ricevuto una wild card per il tabellone principale:
- Ilinca Amariei
- Georgia Crăciun
- Maria Sara Popa
- Patricia Maria Țig

Le seguenti giocatrici sono passate dalle qualificazioni:
- Alina Čaraeva
- Ekaterine Gorgodze
- Alevtina Ibragimova
- Leonie Küng

La seguente giocatrice è stata ripescata in tabellone come lucky loser:
- Nicole Fossa Huergo

### Ritiri
Prima del torneo
- Tamara Korpatsch → sostituita da  Nicole Fossa Huergo

## Partecipanti al doppio

### Teste di serie
| Nazione    | Giocatrice      | Nazione   | Giocatrice   | Rank1 | Seed |
| ---------- | --------------- | --------- | ------------ | ----- | ---- |
| Portogallo | Francisca Jorge | Rep. Ceca | Anna Sisková | 180   | 1    |
|            | Amina Anšba     | Svizzera  | Conny Perrin | 193   | 2    |

* Ranking al 26 agosto 2024.

### Altre partecipanti
Le seguenti giocatrici hanno ricevuto una wild card per il tabellone principale:
- Ilinca Amariei /  Mara Gae

## Campionesse

### Singolare
Miriam Bulgaru ha sconfitto in finale  Kathinka von Deichmann con il punteggio di 6-3, 1-6, 6-4.

### Doppio
Carole Monnet /  Darja Semeņistaja hanno sconfitto in finale  Aliona Bolsova /  Katarzyna Kawa con il punteggio di 1-6, 6-2, [10-7].